# Médecine aérospatiale
La médecine aérospatiale est une branche de la médecine s'intéressant à la médecine aéronautique et à la médecine spatiale.
La médecine aéronautique est une branche de la médecine s'intéressant aux effets physiologiques sur l'homme d'un vol dans l'atmosphère. 
L'aéronautique désigne toutes les techniques permettant le déplacement dans l'atmosphère, en utilisant par exemple des avions ou des hélicoptères.
Les spécialistes en médecine aéronautique étudient principalement les effets sur l'être humain de la vitesse, et notamment de l'accélération et de la décélération, de la pression atmosphérique et de la décompression, ainsi que de l'altitude. Ils s'impliquent dans la mise en place de critères de sélection pour les candidats navigants, dans la surveillance médicale et le maintien et l'amélioration des performances de l'équipage, dans la recherche fondamentale et appliquée sur les effets physiologiques du vol, et collaborent avec les ingénieurs aéronautiques pour l'amélioration de la sécurité des appareils.
La médecine spatiale est une branche de la médecine concernée par la santé de l'homme dans l'espace.
Les spécialistes de la médecine spatiale s'intéressent aux effets d'un vol sur le corps humain, au même titre que les spécialistes de la médecine aéronautique, mais hors de l’atmosphère deux problèmes supplémentaires se posent : l'impesanteur et le niveau élevé des radiations cosmiques auxquels sont soumis les astronautes.